# Церковь Святого Михаила (Люксембург)
Церковь Святого Михаила (люкс. Méchelskierch, фр. Église Saint-Michel, нем. Sankt Michaelskirche) — католический собор в южной части Люксембурга. Расположена на улице Рыбный рынок.
Церковь является старейшей существующей религиозной святыней Люксембурга. На месте этой церкви граф Зигфрид приказал построить в 987 году дворцовую капеллу. В последующие века она неоднократно разрушалась, восстанавливалась и перестраивалась. Окончательный вид она приняла в 1688 году при Людовике XIV, о чём свидетельствуют три лилии на фасаде здания. Во время Французской революции это было единственное нетронутое здание города. По одной из версий, революционеров остановил головной убор святого Михаила, похожий на символ Французской революции.
Церковь объединяет в себе два архитектурных стиля — романский и барокко. От первоначальной капеллы сохранился только портал. Последний раз церковь ремонтировалась в 1960-х, 1980-х и в 2003—2004 годах.

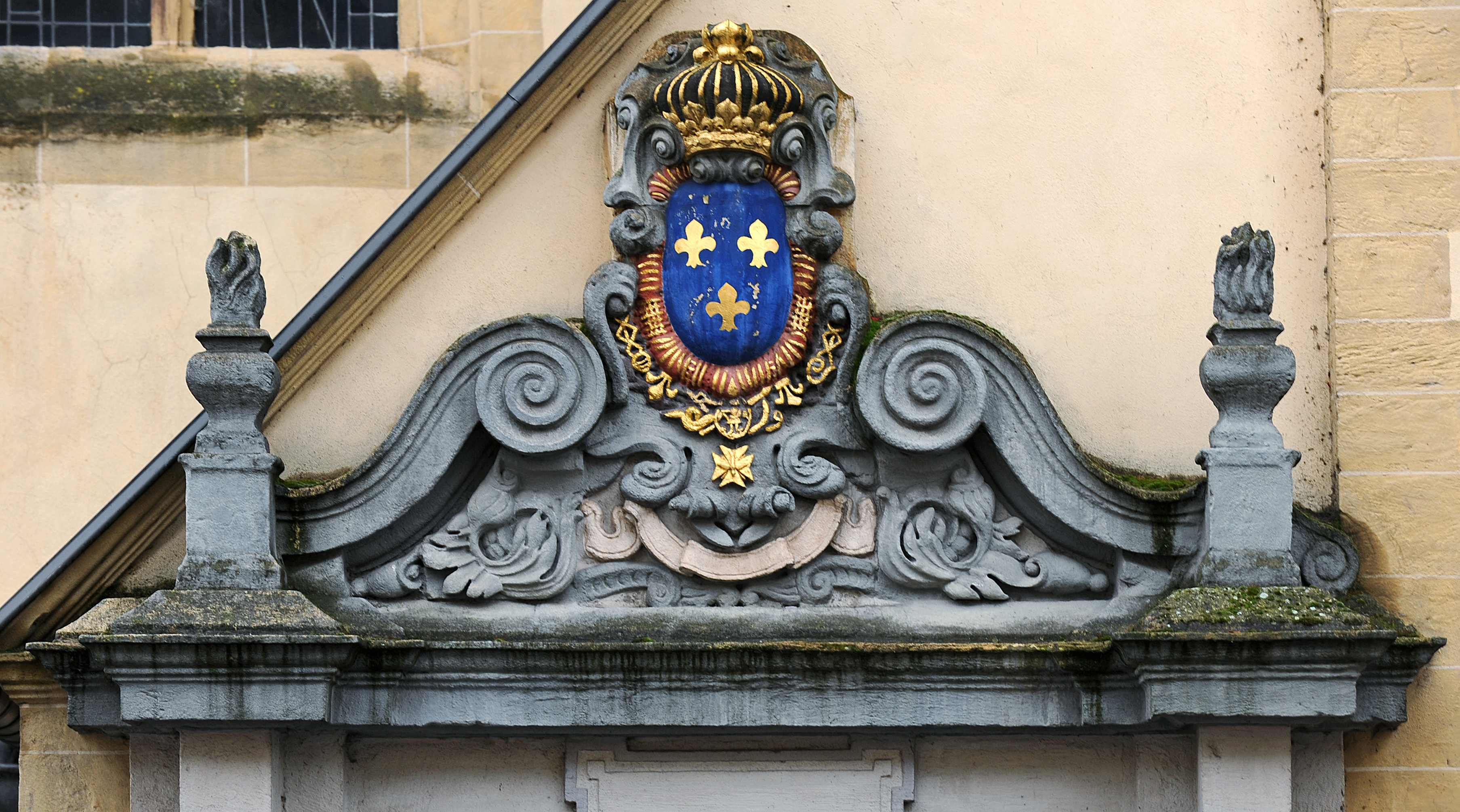
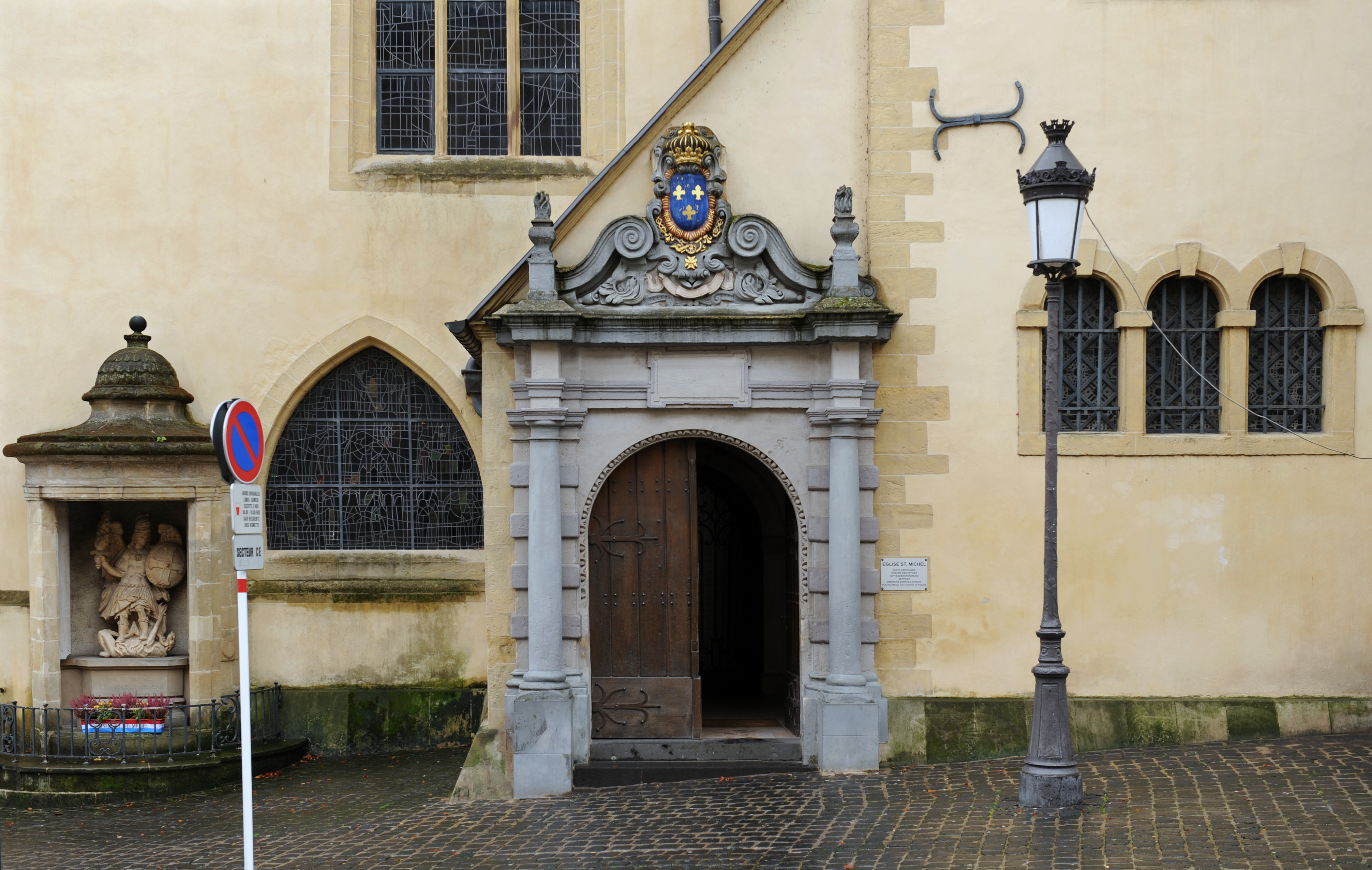